# Ванда Максимофф (киновселенная Marvel)
Ва́нда Ма́ксимофф (англ. Wanda Maximoff) — персонаж медиафраншизы «Кинематографическая вселенная Marvel» (КВМ), основанная на одноимённом персонаже Marvel Comics, широко известная по древнему титулу «А́лая Ве́дьма» (англ. Scarlet Witch).
Ванда родилась в Заковии вместе со своим братом-близнецом Пьетро. В детстве Ванда и Пьетро теряют родителей, однако сами выживают при помощи магии Ванды. Позже добровольно соглашаются на эксперименты преступной организации «Гидра». Камень Разума усиливает её естественные способности к телекинезу и манипулированию энергией. В 2015 году Ванда противостоит команде «Мстители», после чего присоединяется к ним с целью противостояния Альтрону, в результате её брат Пьетро погибает от его рук.
Ванда находится в романтических отношениях с Вижном, однако в 2018 году Вижна убивает Танос, а затем Ванда рассыпается после щелчка Таноса. В 2023 году восстановленная Ванда обнаруживает, что организация «М.Е.Ч.» разобрала Вижна. В порыве горя Ванда создаёт аномалию в городе Уэствью и там узнаёт от ведьмы Агаты Харкнесс, что её способности — это древняя «Магия хаоса», и принимает древний титул «Алая Ведьма» (англ. Scarlet Witch).
Роль Ванды Максимофф в КВМ исполняет американская актриса Элизабет Олсен. Впервые Ванда появляется в сцене после титров фильма «Первый мститель: Другая война» (2014) и в дальнейшем становится одной из центральных фигур в КВМ, появившись в шести фильмах, по состоянию на 2023 год, она также играет главную роль в мини-сериале «Ванда/Вижн» (2021). Альтернативная версия Ванды из Мультивселенной появляется в первом сезоне анимационного сериала «Что, если…?» (2021).

## Происхождение
Алая Ведьма дебютировала вместе со своим братом Ртутью в составе Братства злых мутантов в X-Men #4 (март 1964). Они были изображены как неохотные злодеи, не заинтересованные в идеологии Магнето. Алая Ведьма была изображена замкнутой и презирающей своих товарищей по команде. Стэн Ли написал комикс «Мстители», состоящий из самых выдающихся героев лейбла. В конце концов он убрал их всех, за исключением Капитана Америки, и заменил их злодеями из других комиксов: Алой Ведьмой и Ртутью из Людей Икс и Соколиным глазом из приключений Железного человека в Tales of Suspense. Команда была известна как «Безумный квартет Кэпа». Хотя в более поздние годы это не редкость, но такое изменение в составе супергеройской группы было совершенно беспрецедентным. Позже Алая Ведьма стала постоянным членом команды.
Несколько месяцев спустя автор «Мстителей» Рой Томас начал длительные романтические отношения между Алой Ведьмой и Вижном, считая, что это поможет в развитии персонажей из серии комиксов. Он выбрал этих персонажей, потому что они появлялись только в комиксе Avengers, и их отношения не стали бы влиять на другие серии.

### Адаптация и появления
В 1990-х годах Marvel отдала права на киноэкранизацию «Людей Икс» и связанных с ними концепций, таких как мутанты, студии 20th Century Fox. Fox создала серию фильмов, основанную на франшизе. Много лет спустя Marvel запустила свою собственную франшизу, Кинематографическую вселенную Marvel, сосредоточенную на персонажах, которых они не лицензировали для других студий, таких как Мстители. Основным центром этой франшизы были Мстители, как в отдельных фильмах, так и в блокбастере «Мстители». Ртуть и Алая Ведьма были центром конфликта обеих студий. Fox претендовала на права на них потому, что они оба были мутантами и детьми Магнето, злодея большинства их фильмов, а Marvel претендовала на эти права потому, что редакционная история персонажей комиксов больше связана с Мстителями, нежели чем с Людьми Икс. Студии заключили такое соглашение, чтобы они обе могли использовать персонажей. Это было сделано при условии, что сюжеты не будут ссылаться на собственности другой студии: фильмы Fox не могут упоминать их как членов Мстителей, а фильмы Marvel не могут упоминать их как мутантов или детей Магнето. Несмотря на эту сделку, в серии фильмов «Люди Икс» не было Алой Ведьмы, хотя в одной из сцен «Дней минувшего будущего» Ртуть держит на коленях неназванную маленькую девочку.
В мае 2013 года сообщалось, что Джосс Уидон рассматривал Сиршу Ронан как «прототипную» актрису на роль Ванды, но к августу того же года на эту роль взяли Элизабет Олсен. С тех пор Олсен играла Ванду Максимофф в Кинематографической вселенной Marvel. Олсен отметила, что когда Джосс Уидон предложил ей эту роль, он сказал: «Когда ты пойдёшь домой и погуглишь её, просто знай, что тебе никогда не придётся носить то, что она носит в комиксах», и, в соответствии с этим, костюм Максимофф из комиксом был проигнорирован в пользу более повседневной одежды. Она, как и Ртуть, впервые появилась в сцене после титров фильма 2014 года «Первый мститель: Другая война» в плену у барона Штрукера (Томас Кречман). Алая Ведьма стала второстепенным персонажем в фильме 2015 года «Мстители: Эра Альтрона», где брат с сестрой сначала вступают в сговор с Альтроном (Джеймс Спейдер), но позже переходят на сторону Мстителей. Ртуть погибает в последующем конфликте, в то время как Ванда позже становится членом Мстителей Капитана Америки. Она появляется в фильме 2016 года «Первый мститель: Противостояние». И Олсен, и Аарон Тейлор-Джонсон заключили сделку на несколько картин Олсен вновь исполнила свою роль в фильме «Мстители: Война бесконечности» (2018) и его продолжении «Мстители: Финал» (2019), а позже появилась в фильме «Доктор Стрэндж: В мультивселенной безумия» (2022). В фильмах её силами являются телекинез и телепатические способности, которые она приобрела, добровольно вызвавшись в качестве испытуемой в экспериментах «Гидры» по созданию суперсолдат, подвергнувших её воздействию Камня Разума.
В сентябре 2018 года сообщалось, что Marvel Studios разрабатывала несколько мини-сериалов для стримингового сервисе Disney+, которые будут сосредоточены на второстепенных персонажах из фильмов Кинематографической вселенной Marvel, которые не появлялись и вряд ли появятся в своих собственных фильмах, таких как Алая Ведьма, и ожидалось, что Элизабет Олсен вновь исполнит свою роль. Позже в 2018 году было объявлено, что шоу будет называться «Ванда/Вижн» и что вторым основным актёром будет Пол Беттани в роли Вижна. Премьера сериала состоялась в январе 2021 года. Поскольку шоу сосредоточено на Ванде и Вижне, появляющихся в ситкоме (очевидно, созданном Вандой, чтобы избежать своего горя по поводу реальной смерти Вижна), её внешний вид на протяжении всего сериала отражает стили одежды персонажей ситкомов в разных десятилетиях жанра.

## Характеризация

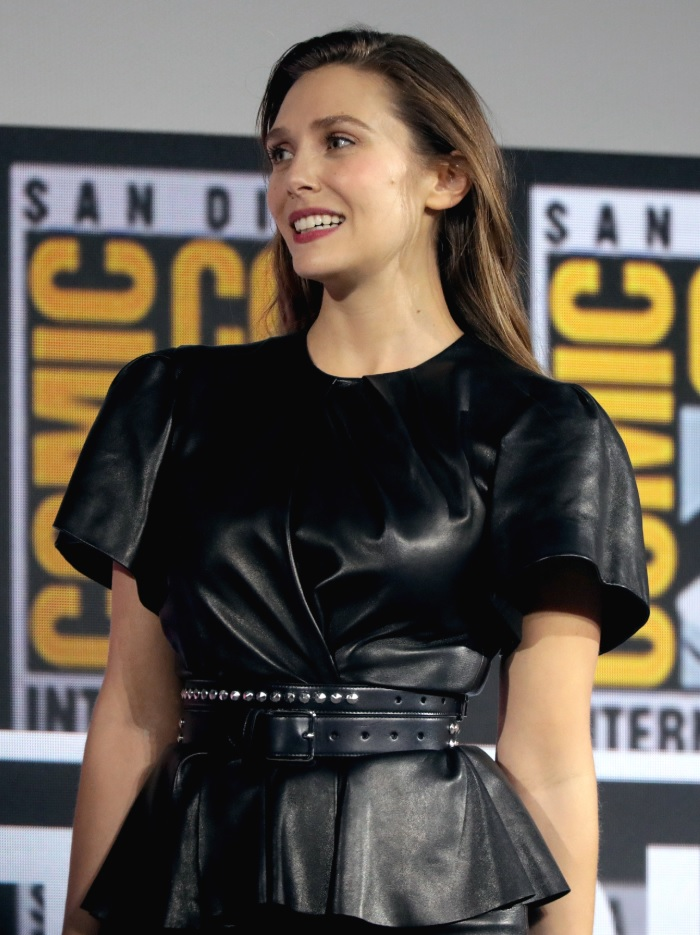
Элизабет Олсен на Comic-Con 2019 на объявлении «Доктора Стрэнджа: В мультивселенной безумия»

Ванда впервые полностью представлена в фильме «Мстители: Эра Альтрона» как сестра-близнец Пьетро Максимоффа, которая может заниматься гипнозом и телекинезом. Олсен чувствовала, что Ванда была «чрезмерно стимулированной», а не «психически ненормальной», потому что «она обладает таким огромным количеством знаний, что не может научиться контролировать это. Никто не научил её правильно управлять этим… она может соединяться с этим миром и параллельными мирами одновременно, и с параллельными временами». Описывая способность своего персонажа контролировать разум, Олсен сказала, что персонаж способен делать больше, чем манипулировать чьим-то разумом, причём Алая ведьма способна «чувствовать и видеть то, что они чувствуют и видят», проецируя видения, которые они никогда не видели. Олсен развила эту мысль, сказав: «Что мне в ней нравится, так это то, что во многих супергеройских фильмах эмоции немного отвергаются, но для неё всё, что кто-то мог что-то чувствовать — например, их самые слабые моменты — она физически проходит через тот же самый опыт с ними, что довольно круто». Олсен опиралась на свои отношения со старшим братом и своими сёстрами, чтобы подготовиться к этой роли, а также искала вдохновение в комиксах. Олсен сказала, что Уидон вдохновлялся танцовщицами как способом визуально представить, как движется персонаж. Таким образом, Олсен в основном тренировалась с танцовщицей Дженнифер Уайт вместо традиционного обучения трюкам.
В фильме «Первый мститель: Противостояние» Ванда объединяется со Стивом Роджерсом против «Заковианского договора». По словам Олсен, персонаж «приходит в себя и начинает понимать, как она хочет использовать свои способности». Таким образом, костюм Ванды был «относительно повседневным» и «более-менее обычной, а не супергеройской одеждой», по словам Маковски, поскольку братья Руссо считали, что Ванда ещё не была полноценным Мстителем. Когда Олсен спросили об отношениях между её персонажем и Вижном по сравнению с комиксами, она сказала: «Вы узнаете немного больше о том, что связывает [Ведьму и Вижна] в этом фильме. И я думаю, что между Полом и мной есть несколько действительно приятных моментов, и это больше о том, как они относятся друг к другу и их сходство основано только на их сверхспособностях».
В фильме «Мстители: Война бесконечности» Олсен объясняет, что Ванда и Вижн поддерживали роман, пока Ванда скрывалась, и «пытаются в течение этого времени найти точки встречи в различных местах, чтобы попытаться продвинуть наши отношения». Пол Беттани описал это как самую эмоциональную сюжетную арку для персонажей. В ранних вариантах сценариев «Войны бесконечности» и «Финала» Ванда пережила щелчок и более активно участвовала в событиях «Финала», при этом она всё ещё оплакивала Вижна, но в конечном счёте от этой затеи отказались, потому что «она получила так много пробега и истории в первом фильме, что у неё действительно не было ничего, что могло бы сравниться с этим во втором фильме».
В «Ванда/Вижн» Олсен сказала, что персонаж больше соответствует версии из комиксов, в том числе изображает её психическое заболевание, при этом вводя титул «Алая Ведьма», который ранее не использовался в Кинематографической вселенной Marvel (КВМ). Исполнительный продюсер Marvel Studios Кевин Файги сказал, что сериал исследует масштабы и происхождение способностей Ванды. Олсен чувствовала, что её «владение» Вандой усилилось во время разработки сериала, что позволило ей исследовать новые стороны личности персонажа, такие как её юмор и дерзость :30. Она была в восторге от того, что «Ванда/Вижн» фокусируется на Ванде, а не делает её второстепенным персонажем, как в фильмах, и была убеждена в присоединении к сериалу, когда Файги упомянул конкретные сюжетные линии комиксов про Алую Ведьму, которыми вдохновлялся «Ванда/Вижн». Для своего выступления Олсен вдохновлялась игрой Мэри Тайлер Мур, Элизабет Монтгомери и Люсиль Болл. Микаэла Рассел исполняет роль молодой Ванды.

## Биография персонажа

### Ранняя жизнь
Ванда родилась в 1989 году и росла вместе со своим братом-близнецом Пьетро Максимоффом в семье Олека Максимоффа и Ирины Максимофф в Заковии в Восточной Европе во время войны. В детстве она любила смотреть американские ситкомы, которые её отец продавал на DVD-дисках. Семья также практиковалась в говорении на английском, надеясь когда-нибудь покинуть свою истерзанную войной страну и мигрировать в Америку. На одном из сеансов по ситкомам, квартира Ванды взрывается, в результате чего родители Ванды погибают, а Ванда и Пьетро застревают в разрушенной квартире на два дня после того, как в неё залетает вторая ракета компании «Stark Industries». Однако ракета не взрывается, поскольку Ванда неосознанно накладывает на неё вероятностное заклятие, превратив ракету в пустышку. Когда близнецы взрослеют, они добровольно вызываются быть добровольцами для экспериментов террористической организации «Гидры» под командованием барона Вольфганга фон Штрукера. Воздействие Камня Разума из скипетра Локи усиливает телекинетические способности Ванды, и в 2014 году, она вместе с братом остаются единственными выжившими в экспериментах Штрукера.

### Встреча с Альтроном и становление Мстителем
В 2015 году команда «Мстители» нападает на исследовательскую базу «Гидры» и сталкивается с Вандой и Пьетро. Ванда, используя свои телепатические способности, насылает на Тони Старка видение о гибели его команды и вторжении на Землю. Позже, Ванда и Пьетро встречают в Заковии Альтрона — ожившую программу ИИ в механизированном теле, созданную Тони Старком и Брюсом Бэннером, который предлагает им работать вместе и отомстить Старку, поскольку ракета его компании разрушила им жизнь. Мстители выслеживают и нападают на Альтрона в Йоханнесбурге, однако Ванда насылает на четверых участников из шести галлюцинационные видения, в том числе на Бэннера, заставляя его превратиться в Халка и атаковать город. Альтрон отправляется в Сеул и используя скипетр, порабощает доктора Хелен Чо, и используя её технологию синтетических тканей, вибраниум и Камень Разума, создаёт себе новое тело. Когда Альтрон загружает свой разум в тело, Ванда читает его мысли и обнаруживает его план, идея которого заключается в уничтожении человечества. После этого, Ванда и Пьетро оборачиваются против Альтрона и присоединяются к Мстителям, помогая им одолеть Альтрона. В Башне Мстителей, Ванда, вместе со своим братом и Стивом Роджерсом выступают против создания нового существа при помощи Д.Ж.А.Р.В.И.С.а из захваченного у Альтрона тела. Однако прибывает Тор и оживляет существо, которое впоследствии называет себя «Вижном». Ванда и Пьетро отправляются вместе со Мстителям в Заковию, где узнают, что Альтрон использовал оставшийся вибраниум и с помощью него построил машину, способную поднять большую часть столицы в небо, намереваясь сбросить её на землю, чтобы вызвать глобальное вымирание планеты. Клинт Бартон призывает Ванду присоединиться к Мстителям в битве против Альтрона, что она и делает, занимая пост рядом с рычагом сброса. Позднее, Ванда чувствует смерть Пьетро и покидает свой пост, и уничтожает основное тело Альтрона, что позволяет одному из его дронов активировать машину. Вижн спасает Ванду из рушащегося центра города, после чего Старк и Тор разрушают машину. После этого, Стив Роджерс и Наташа Романофф реорганизуют команду на новой базе Мстителей, и включают в её состав Ванду, Вижна, Джеймса Роудса и Сэма Уилсона.
Позже Вижн навещает Ванду в её спальне, и утешает её в связи с гибелью Пьетро, после чего они вместе смотрят телевизионный ситком.

### Раскол команды «Мстители»
В 2016 году Роджерс, Романофф, Уилсон и Ванда предотвращают кражу биологического оружия Броком Рамлоу из лаборатории в Лагосе. Рамлоу взрывает себя, пытаясь убить Роджерса. Ванда сдерживает взрыв с помощью своих способностей, создавая вокруг эпицентра силовую сферу. Она отправляет созданную сферу взрыва в небо, однако случайно попадает в близлежащее здание, и убивает несколько вакандских гуманитарных работников. После этого, госсекретарь США Таддеус Росс сообщает Мстителям, что Организация Объединённых Наций (ООН) готовится принять «Заковианский договор», который создаст группу ООН для наблюдения и контроля за командой. Старк ограничивает Ванде передвижение, заставив её остаться на базе Мстителей, ввиду отрицательного общественного мнения и отсутствия гражданства. На базе за Вандой наблюдает Вижн, который пытается утешить её, в результате чего они начинают развивать романтические чувства друг к другу. Роджерс и Уилсон сбегают, чтобы помочь Баки Барнсу, и посылают Клинта Бартона за Вандой, которая сначала колеблется помогать Клинту, однако после атаки Вижна на Клинта, Ванда меняет своё мнение, захватывает тело Вижна, прорубает им тоннель через базу и уходит. Они забирают Скотта Лэнга и встречают команду Роджерса в аэропорту Лейпциг/Галле в Германии, однако их перехватывает команда Старка. В конце, Ванда пытается удержать разрушенное Вижном здание, чтобы позволить Стиву и Барнсу пробежать, однако её оглушает Роудс. Затем, Ванда и Вижн извиняются друг перед другом. После этого, Ванду как и других участников команды Роджерса арестовывают и заключают в тюрьму «Рафт», пока её не освобождает Роджерс.

### Потеря Вижна, гибель и воскрешение
В 2018 году, Ванда и Вижн скрываются в Эдинбурге, полноценно развив романтические отношения. Вижн провожает Ванду на вокзал, однако на них из засады нападают Проксима Полночная и Корвус Глэйв, и пытаются вырвать Камень Разума из лба Вижна. Однако Роджерс, Романофф и Уилсон спасают их и доставляют на базу Мстителей, где они встречаются с Роудсом и Бэннером. Вижн просит Ванду уничтожить Камень, однако она отказывается. Роджерс предлагает им отправиться в Ваканду, где, по его мнению, есть ресурсы, чтобы убрать Камень и при этом не уничтожить Вижна. Команда отправляется в Ваканду и Вижн помещается к Шури, которая сообщает команде, что операция сложная и ей нужно время. Внезапно на Ваканду нападают корабли Аутрайдеров и заставляют всех выйти на поле боя, оставив Вижна и Шури под охраной Ванды. Во время сражения, масштабные колёсоподобные машины с лезвиями вынуждают Ванду покинуть Вижна. Она вступает в бой и оборачивает машины против Аутрайдеров. После этого, Ванда, вместе с Романофф и Окойе вступает в бой против Проксимы, и в конечном счёте, убивает её, захватив её тело, и направив в машину с лезвиями. Ванда прилетает к Вижну, и становится свидетелем прибытия Таноса. Вижн уговаривает её уничтожить Камень, и она направляет поток энергии на Камень, попутно сдерживая Таноса, и в итоге уничтожает и Вижна, и Камень. Танос жалеет Ванду, говоря что он также потерял слишком много. После этого, Танос использует Камень Времени, воскрешает Вижна и вырубает Ванду. Танос вырывает восстановленный Камень Разума со лба Вижна, тем самым деактивируя его. Затем, Танос активирует завершённую Перчатку Бесконечности, щёлкает пальцами, и исчезает. Ванда, сидя над телом Вижна, рассыпается в прах.
Пять лет спустя Ванда восстанавливается в Ваканде и не находит рядом Вижна. Затем она отправляется через открытый портал на разрушенную базу Мстителей и присоединяется к финальной битве против альтернативной версии Таноса. Ванда встречается с Таносом, однако он её не узнаёт. После этого Ванда атакует Таноса, уничтожает его меч и захватывает его тело, пытаясь разорвать его, однако Танос приказывает Корвусу Глейву начать бомбардировку поля боя, что в итоге сбивает Ванду. Однако затем Ванда помогает Кэрол Дэнверс, когда та пытается доставить Нано-перчатку к Квантовому тоннелю, а также помогает Валькирии уничтожить левиафанов армии Читаури.
Затем Ванда становится свидетелем самопожертвования Тони Старка и позже присутствует на его похоронах в его резиденции. Она встречается с Бартоном, и они вместе обсуждают павших героев.

### Жизнь в Уэствью

#### Аномалия Уэствью и программа «Ванда/Вижн»
На следующий день Ванда отправляется в штаб-квартиру организации «М.Е.Ч.» во Флориде, чтобы забрать тело Вижна. Исполняющий обязанности директора «М.Е.Ч.» Тайлер Хейворд показывает ей разобранного Вижна. Ванда в порыве ярости разрушает защитное стекло и подходит к Вижну, однако она понимает, что больше не может чувствовать его. Она едет в город Уэствью, Нью-Джерси, и находит участок земли, который Вижн купил для них двоих и подписал как «место, где можно состариться», в 2018 году. Охваченная горем, Ванда случайно высвобождает волны Магии хаоса, которая изменяет реальность в Уэствью на стилизованную под ситком и отрезанную от внешнего мира шестиугольным барьером. Она материализует новую версию Вижна, лишённого каких-либо прежних воспоминаний, и начинает жить в Уэствью, где она и Вижн женятся и пытаются жить своей идеальной пригородной жизнью.
Ванда пытается подружиться со своими соседями, при этом ей иногда приходится скрывать свои способности и способности Вижна. Вскоре она заметно беременеет. По мере того, как беременность Ванды прогрессирует, её навещает Моника Рамбо, под именем «Джеральдина». Рамбо помогает Ванде родить мальчиков-близнецов Томми и Билли. Ванда напевает детям заковианскую колыбельную и упоминает Пьетро. Рамбо вспоминает о его смерти от рук Альтрона. Заметив кулон Рамбо с эмблемой организации «М.Е.Ч.», Ванда, с помощью телекинеза, выбрасывает её из Уэствью. Когда Вижн возвращается в дом, Ванда на время теряет концентрацию, в результате чего тело Вижна превращается в тело, убитое Таносом, однако затем Ванда возвращает ему прежний вид.

#### Попытка убийства Ванды
Дети Ванды быстро взрослеют и обзаводятся собачкой и дают ей кличку «Спарки». Тайлер Хейворд посылает вооружённый ракетой дрон компании «Stark Industries» в Уэствью и пытается убить им Ванду. Разъярённая Ванда разрушает дрон, выходит из Аномалии и предупреждает Хейворда не трогать её дом и оставить её в покое. Внезапно, Ванда захватывает разумы агентов Хейворда, и наводит оружие на Хейворда с их помощью. Моника, видя в Ванде союзника, пытается предложить помощь, но получает отказ. После этого, Ванда усиливает барьер и возвращается домой. Вернувшись в Уэствью, Ванда вступает в жаркий спор с Вижном, когда он узнаёт правду от Норма и письма на работе, полученного от организации «М.Е.Ч.». Спор прерывается, когда появляется мужчина, называющий себя братом Ванды — Пьетро Максимоффом. Во время празднования Хэллоуина Ванда говорит «Пьетро», что она не знает, что случилось с ней, кроме того, что она чувствовала себя одинокой и опустошённой, что, по-видимому, позволило ей создать Аномалию. Когда она узнаёт, что Вижн вышел за шестиугольный барьер и умирает, она расширяет барьер, и спасает его, однако он также в процессе поглощает лагерь и сотрудников организации «М.Е.Ч.» и Дарси Льюис.

#### Битва при Уэствью
После расширения Аномалии, Ванда начинает терять над ним контроль и у неё начинается психический срыв. Она возмущается, снова увидев Монику в Уэствью, которая пытается предупредить её о Хейворде, поскольку она обнаружила доказательства того, что Хейворд намеревается возродить Вижна в качестве оружия. В разговор между ними вступает соседка Ванды «Агнес» и отводит Ванду к себе домой. Агнес заманивает Ванду в подвал, похожий на средневековую комнату, и вдруг появляется Агнес и раскрывает себя как ведьму Агата Харкнесс, показывая Ванде, что за всеми странностями в Уэствью, а также за Пьетро стояла именно она. Агата вводит Ванду в транс, ведя её через её прошлое, чтобы узнать историю развития её способностей. Ей приходится заново пережить свои воспоминания о травме и о том, что она потеряла на протяжении всей своей жизни после смерти родителей, смерти брата, Вижна и своего нового дома на Базе Мстителей. Агата освобождает её из-под транса, и Ванда покидает дом Агаты, где она обнаруживает, что Агата держит Томми и Билли в заложниках. Агата раскрывает Ванде, что её способности являются Магией хаоса, что делает Ванду печально известной легендарной «Алой Ведьмой», способной спонтанно изменять реальность и сплетать воедино многочисленные высокоуровневые заклинания, работающие на автомате. Ванда атакует Агату, которая раскрывает свою способность поглощать магическую силу, и Агата предлагает её отдать ей Магию Хаоса. Освободив своих детей, Ванда встречается с реактивированным реальным Вижном, который начинает сдавливать Ванде голову, однако «Вижн» Ванды из Аномалии вступает с ним в бой.
Ванда выходит на городскую площадь Уэствью, и на неё нападает Агата. Она сообщает ей что о её способностях посвящена целая глава в магической книге «Даркхолд», и заявляет, что она ещё более могущественна, чем Верховный чародей, и что ей суждено уничтожить мир, будучи «Предвестником хаоса». Затем Агата освобождает жителей Уэствью от захвата разума, и позволяет им сказать Ванде, что её заклинание заставляло их разделять все её кошмары и горе, однако одновременно с этим без проблем играть свою роль. Ванда, под давлением жителей срывается, и случайно теряет контроль на своими силами, начиная душить всех жителей. В ужасе от осознания того, что она сделала, Ванда освобождает жителей и под давление Агаты реформирует Аномалию и барьер, однако восстанавливает его, когда «Вижн», Томми и Билли начинают исчезать. Агенты «М.Е.Ч.» и Хейворд проникают в Уэствью в открывшийся барьер. Агата атакует их, однако Ванда спасает солдат и преследует Агату на крыше здания. Ванда пытается запереть Агату в галлюцинационном видении Салема 1693 года, но это приводит к обратным результатам.
Агата берёт галлюцинацию под контроль и пытается убедить Ванду отказаться от своих сил, но Ванда выталкивает их из галлюцинации. Переместившись в небо, Ванда позволяет Агате выкачать из себя все её силы, сражаясь одновременно с Агатой. Однако, когда Агата пытается убить Ванду, она обнаруживает, что её силы не работают. Выясняется, что Ванда, при битве с Агатой накладывала защитные руны на границах Аномалии, ограничив возможность пользоваться другой магией. Ванда в конечном счёте принимает свою истинную личность Алой Ведьмы и возвращает Агате её роль назойливой соседки «Агнес» и делает её заложницей Уэствью, заявляя, что она вернётся, если Агата ей понадобится. Она снимает барьер Аномалии и со слезами на глазах прощается с Томми, Билли и «Вижном». Стоя на пустом участке дома, она выходит на городскую площадь под ненавистными взглядами жителей Уэствью и встречает Монику. Ванда извиняется за причинённую боль и клянётся разобраться со своей силой. Она прощается с Моникой и улетает из Уэствью. Она прибывает к хижине на склоне горы и будучи в Астральном измерении изучает «Даркхолд», чтобы узнать больше о своих силах, однако внезапно, во время изучения книги, Ванда начинает слышать крики своих сыновей о помощи.

### Подчинение Даркхолду
Доктор Стивен Стрэндж, обнаружив, что его альтернативная версия сражалась с врагом, использующий колдовство, отправляется на встречу с Вандой в отдалённой хижине, не зная, что ею овладел Даркхолд и она превратилась в Алую Ведьму. Стрэндж просит Максимофф помочь защитить Америку Чавес — девушку,  обладающей способностью путешествовать по мультивселенной. Выясняется, что именно Ванда использовала колдовство, чтобы захватить силы Чавес таким образом быть вместе с Билли и Томми. Стрэндж отказывается отдать Чавес Ванде, поэтому она нападает на Камар-Тадж. Во время нападения Стрэндж и Чавес сбегают через портал, оставляя Вонга в плену у Максимофф. Она использует заклинание Даркхолда, известное как «сомнамбула», для захвата тела Ванды, которая живёт в пригороде с Билли и Томми. Одна из выживших магов Камар-Таджа жертвует собой и уничтожает Даркхолд, поэтому Ванда заставляет Вонга привести её к горе Вундагор, на скалах которой были изначально высечены заклинания Даркхолда и на которой находится святилище Алой Ведьмы.
Стрэндж и Чавес попадают в альтернативную вселенную, обозначенную как «Земля-838», где их отводят к Иллюминатам, в состав которых входят Мордо, Пегги Картер, Чёрный Гром, Мария Рамбо, Рид Ричардс и Чарльз Ксавьер. Ванде удаётся вновь использовать «сомнамбулу» и атаковать штаб-квартиру Иллюминатов, убив Чёрного Грома, Ричардса, Рамбо и Картер. Ксавьер проникает в разум Алой Ведьмы и находит Максимофф этой вселенной. Ему не удаётся освободить её от Алой Ведьмы и он погибает. Стрэндж, Чавес и Палмер попадают в пространство между вселенными, где находится Книга Вишанти, полная противоположность «Даркхолда». Герои намереваются использовать книгу, чтобы победить Максимофф, однако она уничтожает книгу и нападает на Чавес, заставляя её открыть портал, в который сталкивает Стрэнджа и Палмер. Вернувшись на «Землю-616», Алая Ведьма начинает приводить в действие заклинание, чтобы забрать способности Чавес.
Стрэндж и Палмер попадают в почти разрушенную вселенную, где Стрэндж встречает («Зловещего» Стрэнджа), разумом которого завладел Даркхолд. Стрэндж-616 убивает «Зловещего» Стрэнджа и с помощью его Даркхолда решает в состоянии «сомнамбулы» войти в мёртвое тело «Защитника» Стрэнджа и отправиться за Максимофф. Алая Ведьма одолевает Вонга и Стрэнджа. Америка, взяв свои силы под контроль, и понимая, что не сможет дать отпор Ванде, исполняет её желание и переносит на «Землю-838» к Билли и Томми. Испугавшись и увидев в Алой Ведьме монстра, дети пытаются защитить свою мать. Осознав всю глубину своих заблуждений, Ванда использует свои силы, чтобы уничтожить гору Вундагор и каждую копию Даркхолда по всей мультивселенной, предположительно, погибая под завалами горы.

## Альтернативные версии
Альтернативная версия Ванды появляется в первом сезоне анимационного сериала Disney+ «Что, если...?»(включая версию Ванды получившая Камни Бесконечности, и где Утка Говард стал носить мантию Алой Ведьмы).

### Зомби-эпидемия
В альтернативной временной линии 2018 года версия Ванды Максимофф входит в число Мстителей, зараженных квантовым вирусом, превращающим инфицированных в зомби. Вижн забирает Ванду в лагерь «Лихай» в Нью-Джерси, где пытается вылечить её с помощью Камня Разума, но у него не выходит из-за её устойчивости к силе Камня. После того, как её обнаруживает Баки Барнс, Максимофф вырывается на свободу и нападает на выживших, убивая Курта и Окойе. Затем Ванда, опечаленная гибелью Вижна, убивает Барнса и вступает в борьбу с Халком.

### Сражение с Альтроном
Позже «Верховный» Стивен Стрэндж сбрасывает Максимофф вместе с остальными зомби из её Вселенной на Альтрона, чтобы задержать его. Максимофф атакует Альтрона, но Альтрон использует силу Камней Бесконечности и уничтожает Вселенную, убивая при этом Ванду.

### Эпоха Ренессанса
В альтернативной временной линии 1602 года Ванда Максимофф, прозванная Вандой-Мерлином, переносит альтернативную версию Пегги Картер — Капитана Картер в свою вселенную, заявляя Нику Фьюри этой эпохи, что Картер спасёт их мир.

## Силы и способности
Ванда обладает способностью использовать магию, которая обычно проявляется в телекинезе, телепатии и манипуляции энергией/проекции.
В сцене после титров фильма «Первый мститель: Другая война» (2014) она экспериментирует со своими недавно полученными способностями в камере рядом со своим братом, левитируя твёрдыми кубиками, прежде сокрушить их с помощью телекинеза.
В фильме «Мстители: Эра Альтрона» (2015) силы Ванды в основном телекинетические и полутелепатические. Она может мысленно двигать предметы и погружать людей в гипноз, вызывая кошмарные видения в головах четырёх Мстителей. Она также показывает моменты энергетической проекции, в том числе когда она уничтожила армию дронов Альтрона при помощи волны энергии и создала энергетические щиты, чтобы защитить себя и заковианских граждан от перекрёстного огня. Впоследствии на новой Базе Мстителей выяснилось, что она научилась левитировать.
В фильме «Первый мститель: Противостояние» (2016) силы Ванды развились и её телекинез достаточно силён, чтобы позволить ей удерживать обломки падающего здания, и также она может парить в воздухе. Её энергетические манипуляции теперь позволяют ей в битве с Вижном насильственно манипулировать его плотностью, контролируя Камень Разума.
В фильме «Мстители: Война бесконечности» (2018) Ванда способна направлять энергетические заряды в противника. Вижн говорит, что из-за того, что силы Ванды связаны с Камнем Разума, она может использовать свои силы, чтобы уничтожить его, что она позже и делает. Она также способна телепатически общаться с Камнем, когда она пытается выяснить, почему Вижн испытывает боль. В Ваканде она смогла поднять и остановить большие инопланетные машины с лезвиями с помощью своих сил. Позже она в одиночку на расстоянии удерживает Таноса, который уже владел пятью Камнями Бесконечности, одновременно уничтожая Камень Разума.
Сериал «Ванда/Вижн» (2021) исследует её способность искажать реальность, как и её версия из комиксов. Ванда выпускает волны Магия хаоса, которая случайно создаёт усиленное силовое поле КМФИ (также известное как «Аномалия Уэствью») над городом Уэствью, Нью-Джерси, переписывая всё и всех внутри, чтобы они были частью её собственной вымышленной реальности, которая представлена как телевизионный ситком. Переписывание происходит на молекулярном уровне, то есть её способности позволяют ей манипулировать молекулами. Дарси Льюис сообщает Монике Рамбо, что её ДНК молекулярно переписывается после того, как она прошла через поле КМФИ, и Рамбо развивает сверхчеловеческие способности, связанные со светом, после того, как она вошла в поле КМФИ в третий раз.
Позже выясняется, что Ванда родилась ведьмой и в детстве неосознанно использовала магию вероятности. Во время путешествия по её воспоминаниям с Агатой, родители Ванды были убиты ракетой в их квартире, после чего прилетела вторая ракета от «Stark Industries». Ванда использовало простое заклинание вероятности, чтобы превратить ракету в пустышку, спасая себя и Пьетро. Однако они оба не знали, что это было благодаря Ванде. После испытаний «ГИДРЫ» с Камнем Разума, её силы были усилены. Агата говорит Ванде, что она — единственный человек, который способен заниматься Магией хаоса, что делает её мифической Алой Ведьмой.
Когда она начинает сражаться с Агатой, она принимает своё истинное «я», проявляя множество новых магических способностей, таких как телепортация, накладывание рун и поглощение энергии, при этом её энергетические заряды также становятся более концентрированными. Она значительно лучше контролирует свою магию, будучи в состоянии сознательно манипулировать реальностью с лёгкостью, например, мгновенно меняя свою одежду на униформу и превращая Агату обратно в «Агнес», на этот раз по своей воле. Позже показано, что Ванда создала иллюзию того, что ведёт тихую жизнь в сельских горах, в то время как в действительности она тайно овладевает своими способностями в Астральном измерении с помощью книги «Даркхолд», который теперь находится в её распоряжении.

## Отличия от комиксов

### В комиксах
По состоянию на 2019 год Магнето и другие персонажи из франшизы «Люди Икс» не были введены в КВМ, потому что Marvel Studios не владела правами на Людей Икс до начала 2019 года, и поэтому Максимофф не упоминалась как дочь Магнето, как это было в комиксах.
Кроме того, близнецы Максимофф в Marvel Comics изображались как цыгане с 1979 года. Они были этнически неоднозначны в течение первых 15 лет их публикации, после чего показано, что они были усыновлены и воспитаны цыганской парой. Позже выяснилось, что их биологическим отцом был Магнето, а их матерью — Магда Айзенхардт, цыганка, с которой он познакомился в концлагере во время Второй мировой войны. В более позднем ретконе Ванда и Пьетро обнаруживают, что Магнето всё-таки не был их отцом, и они не мутанты. Их матерью на самом деле была Наталья Максимофф, биологическая сестра приёмного отца близнецов. Она передала титул «Алая Ведьма» своей дочери, а биологический отец, как предполагается, также был из цыганской общины. Это делает близнецов полными цыганами по крови.

### В Кинематографической вселенной Marvel
Максимофф в КВМ изначально «обладает совершенно иным набором способностей, чем её версия из комиксов», будучи описана не столько как обладательница реальной магии, сколько как «аналог Джин Грей, одарённая как телепатическими, так и телекинетическими способностями», причём её способности в КВМ были получены, по крайней мере частично, из экспериментов, в которых она подвергалась воздействию Камня Разума.
Однако в «Ванда/Вижн» Ванда оказывается могущественной волшебницей, единственным существом, способным в настоящее время владеть магией хаоса. Сериал исследует её способность манипулировать реальностью, как её версия из комиксов. В то время как утверждается, что её способности появились благодаря Камню Разума, в сериале показали, что она обладала скрытой способностью владеть магией хаоса с самого рождения, и Камень Разума просто разблокировал эти дремлющие способности, и её последующее постоянное использование базового телекинеза, телепатии и гипноза, казалось бы, было невольным результатом одного и того же уникального магического источника.

## Реакция
После выхода фильма «Мстители: Финал», Рэйчел Лейшман из феминистского «гик-сайта» The Mary Sue написала, что Максимофф «не самый проработанный из персонажей, потому что она часто привязана к мужскому персонажу и редко делает что-либо, кроме случайного убийства людей», но и то, что «Мстители: Война бесконечности» обеспечил «Ванду, которая понимает своё место среди Мстителей и свои способности», а к фильму «Мстители: Финал» Максимофф «берёт на себя роль одного из новых лидеров Мстителей». В обзоре последующего мини-сериала, «Ванда/Вижн», говорится, что «персонажи Олсен и Беттани часто рассматривались персонажи на скамейке запасных в звёздной команде в фильмах про Мстителей. Здесь они действительно сияют». NPR заявляет, что персонаж, который «растерянный и убитый горем продукт экспериментов, обременённый силами, которые она не понимает и пытается контролировать, становится Алой Ведьмой — одной из самых могущественных фигур в Кинематографической вселенной Marvel».

### Награды
| Год  | Фильм                             | Награда                                  | Категория                                                       | Результат | Прим.  |
| ---- | --------------------------------- | ---------------------------------------- | --------------------------------------------------------------- | --------- | ------ |
| 2015 | «Мстители: Эра Альтрона»          | Teen Choice Awards                       | Choice Movie: Звёздный прорыв                                   | Номинация | [ 56 ] |
| 2016 | «Первый мститель: Противостояние» | Teen Choice Awards                       | Choice Movie: Химия (вместе с актёрским составом)               | Номинация | [ 57 ] |
| 2018 | «Мстители: Война бесконечности»   | MTV Movie & TV Awards                    | Лучший бой (вместе с актёрским составом)                        | Номинация | [ 58 ] |
| 2018 | «Мстители: Война бесконечности»   | Teen Choice Awards                       | Choice Movie: Актриса экшна                                     | Номинация | [ 59 ] |
| 2021 | «Ванда/Вижн»                      | MTV Movie & TV Awards                    | Лучшее исполнение в шоу                                         | Победа    | [ 60 ] |
| 2021 | «Ванда/Вижн»                      | MTV Movie & TV Awards                    | Лучший бой (вместе с Кэтрин Хан)                                | Победа    | [ 60 ] |
| 2021 | «Ванда/Вижн»                      | Gold Derby TV Awards                     | Исполнитель года                                                | Номинация | [ 61 ] |
| 2021 | «Ванда/Вижн»                      | Gold Derby TV Awards                     | Лучшая актриса в мини-сериале/фильме                            | Номинация | [ 61 ] |
| 2021 | «Ванда/Вижн»                      | Премия Ассоциации голливудских критиков  | Лучшая актриса в мини-сериале, сериале-антологии или телефильме | Номинация | [ 62 ] |
| 2021 | «Ванда/Вижн»                      | «Дориан»                                 | Лучшее телевыступление                                          | Номинация | [ 63 ] |
| 2021 | «Ванда/Вижн»                      | Прайм-таймовая премия «Эмми»             | Выдающаяся ведущая актриса мини-сериала                         | Номинация | [ 64 ] |
| 2021 | «Ванда/Вижн»                      | Премия Ассоциации телевизионных критиков | Личные достижения в драме                                       | Номинация | [ 65 ] |

## Комментарии
1. ↑  Ванда замужем за магически созданным Вижном в «Ванда/Вижн».
2. ↑  Оба магически сконструированы Вандой в «Ванда/Вижн».